# 半田町立大惣小学校
半田町立大惣小学校（はんだちょうりつ おおそうしょうがっこう）は、かつて徳島県美馬郡つるぎ町半田字小谷にあった公立小学校。
児童数の減少などの理由で1987年（昭和62年）3月31日をもって休校し、2000年（平成12年）3月31日廃校した。

## 概要
- 学校は、剣山系の北端にそびえ立つ白滝山（1,526m）をバックに、半田地区で最も奥深い最終地点にあった[1]。
- 校舎は木造平屋1棟3教室[1]。
- 2学年毎の複式学級だった[1]。
- 現在、校舎跡は更地になっている[1]。

## 沿革
- 1904年（明治37年） - 大惣家庭教育所として創立[1]。
- 1930年（昭和5年） - 分校[1]。
- 1960年（昭和35年） - 分校から大惣小学校に昇格[1]。
- 1987年（昭和62年） 
  - 3月31日 - 児童数の減少により休校となる[1]。
- 2000年（平成12年）3月31日 - 廃校。

## 交通

### 最寄駅
- JR徳島線阿波半田駅